# NASCAR Sprint Cup Series 2012

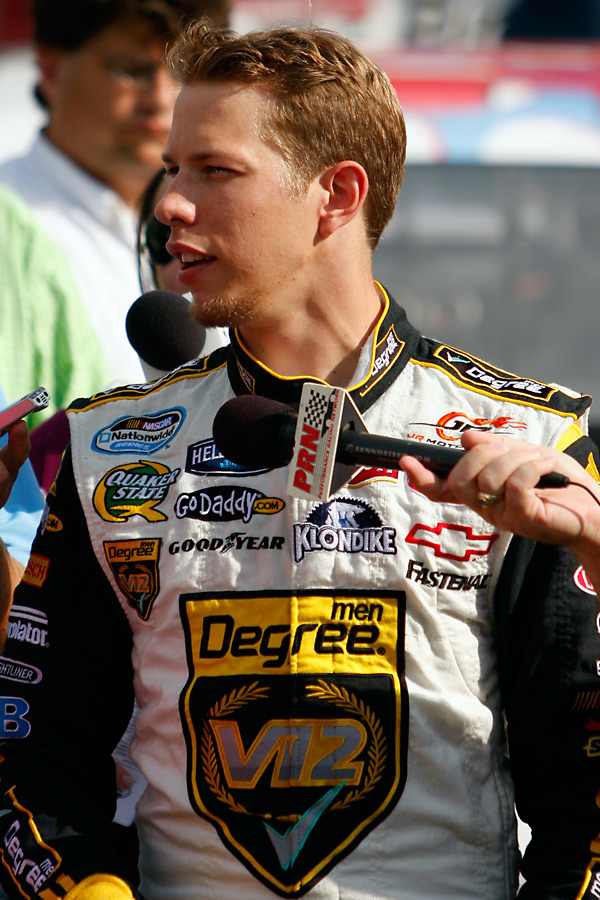
Brad Keselowski, il campione della Cup Series 2012.

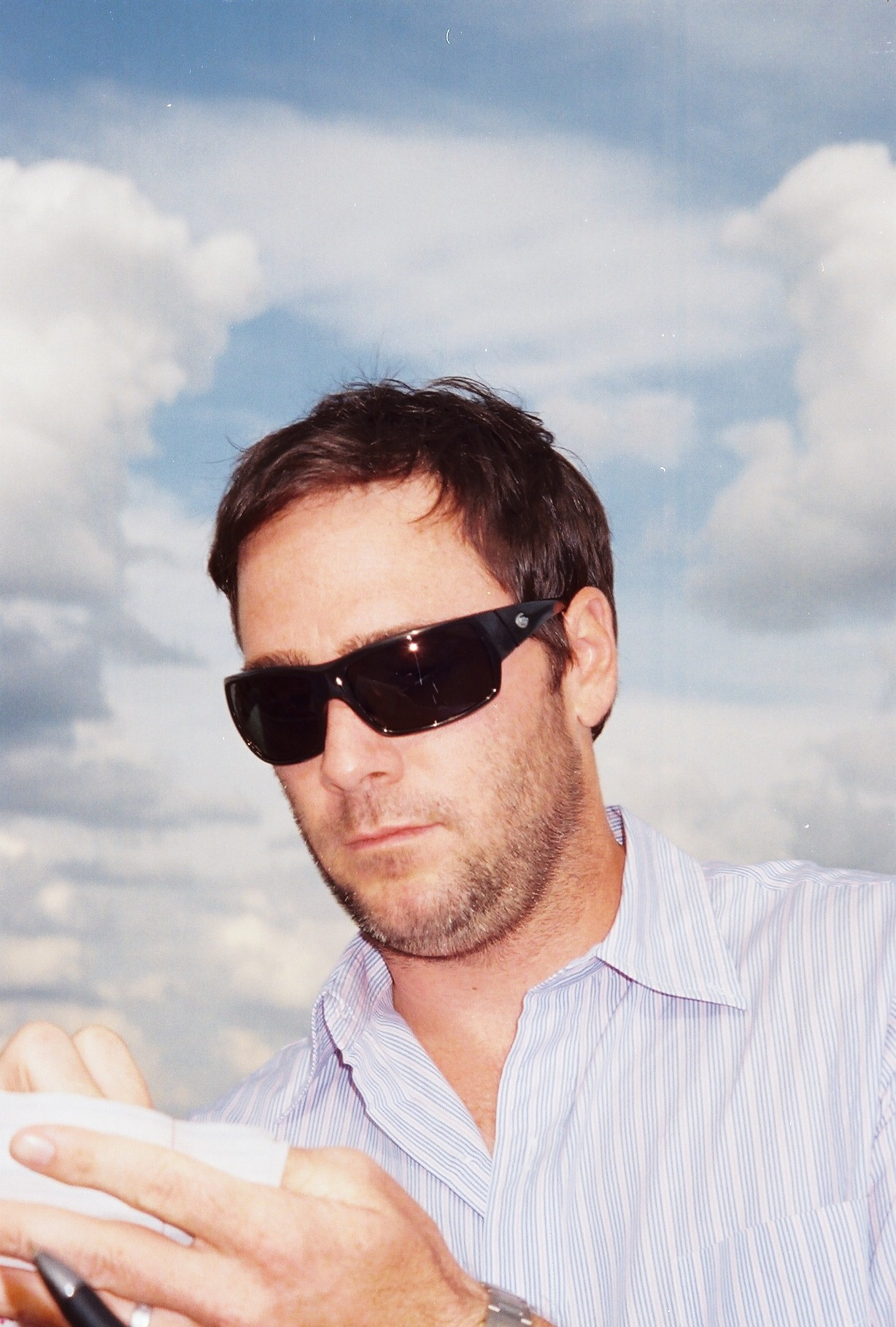
Jimmie Johnson, terzo classificato, in lizza per il titolo con Keselowski fino all'ultima gara.

La stagione 2012 della NASCAR Sprint Cup Series è stata la 64ª edizione del campionato automobilistico statunitense per vetture di tipo stock car. Si è iniziato con due gare di spettacolo, la Budweiser Shootout, il 18 febbraio, e la Gatorade Duel, il 23 febbraio. La prima gara valida per il campionato è stata la Daytona 500 tenutasi il 27 febbraio 2012 sulla Daytona International Speedway, la "Chase for the Sprint Cup" è iniziata il 16 settembre e l'ultima gara è stata la Ford EcoBoost 400 che si è corsa sulla Homestead-Miami Speedway il 18 novembre.

Durante la stagione 2011 la NASCAR annunciò che la Sprint Cup Series sarebbe passata dall'alimentazione a carburatore (in uso dal primo campionato del 1949) a quella a iniezione. Durante la cerimonia di premiazione del 2011 la Sprint Nextel rese noto di aver prolungato il contratto di sponsorizzazione della Serie fino al 2016.

Il campionato piloti è stato vinto da Brad Keselowski, il titolo per i proprietari di scuderia è andato a Roger Penske ed il campionato case costruttrici è stato vinto dalla Chevrolet.

## I test pre-stagionali
La stagione di test pre-campionato è iniziata il 12 gennaio con la "NASCAR Preseason Thunder", una tre-giorni di test sulla Daytona International Speedway. Per ogni giornata si sono svolte una sessione mattutina ed una pomeridiana. Nella prima sessione mattutina, individuale, Jeff Gordon è stato il più veloce davanti a Paul Menard e Kurt Busch, con un tempo di 46,687 secondi (310,238 km/h). Il più veloce è risultato Kyle Busch, che insieme ad altri 6 piloti ha oltrepassato il limite delle 200 miglia orarie (320 km/h). Il campione in carica, Tony Stewart, ha dichiarato il suo entusiasmo per il ritorno a Daytona:

"Ovviamente il nostro sport è unico in quanto ha la gara più importante all'inizio della stagione, ma questo non è solo uno svantaggio, perché abbiamo tutto il tempo della pausa tra una stagione ed un'altra per prepararci a questa gara. Qui si portano delle vetture preparate in più tempo rispetto a quello che si ha a disposizione per preparale per le altre gare".
Il secondo giorno Martin Truex Jr. è stato il più veloce nella sessione del mattino, con un tempo di 43,962 secondi, mentre Kurt Busch è stato il più veloce nel pomeriggio con un tempo di 43,677 secondi.
Nell'ultimo giorno di test le vetture sono scese in pista insieme per alcune prove sulle nuove limitazioni imposte dalla NASCAR al "tandem drafting", la pratica che induce due o tre vetture a correre una dietro l'altra, paraurti contro paraurti, e che sulle piste di Daytona e Talladega porta ad andare più veloci delle vetture che corrono da sole o nel gruppo. In entrambe le sessioni il più veloce è stato Jeff Gordon. Il "vice president of competition", Robin Pemberton, si è detto soddisfatto dei progressi ottenuti da piloti e squadre. Lo scopo di queste limitazioni è riuscire a far raggiungere alle auto il massimo potenziale anche quando sono nel gruppo e limitare il vantaggio dell'uso del "tandem drafting" a pochi giri durante le gare.

## Riassunto della stagione

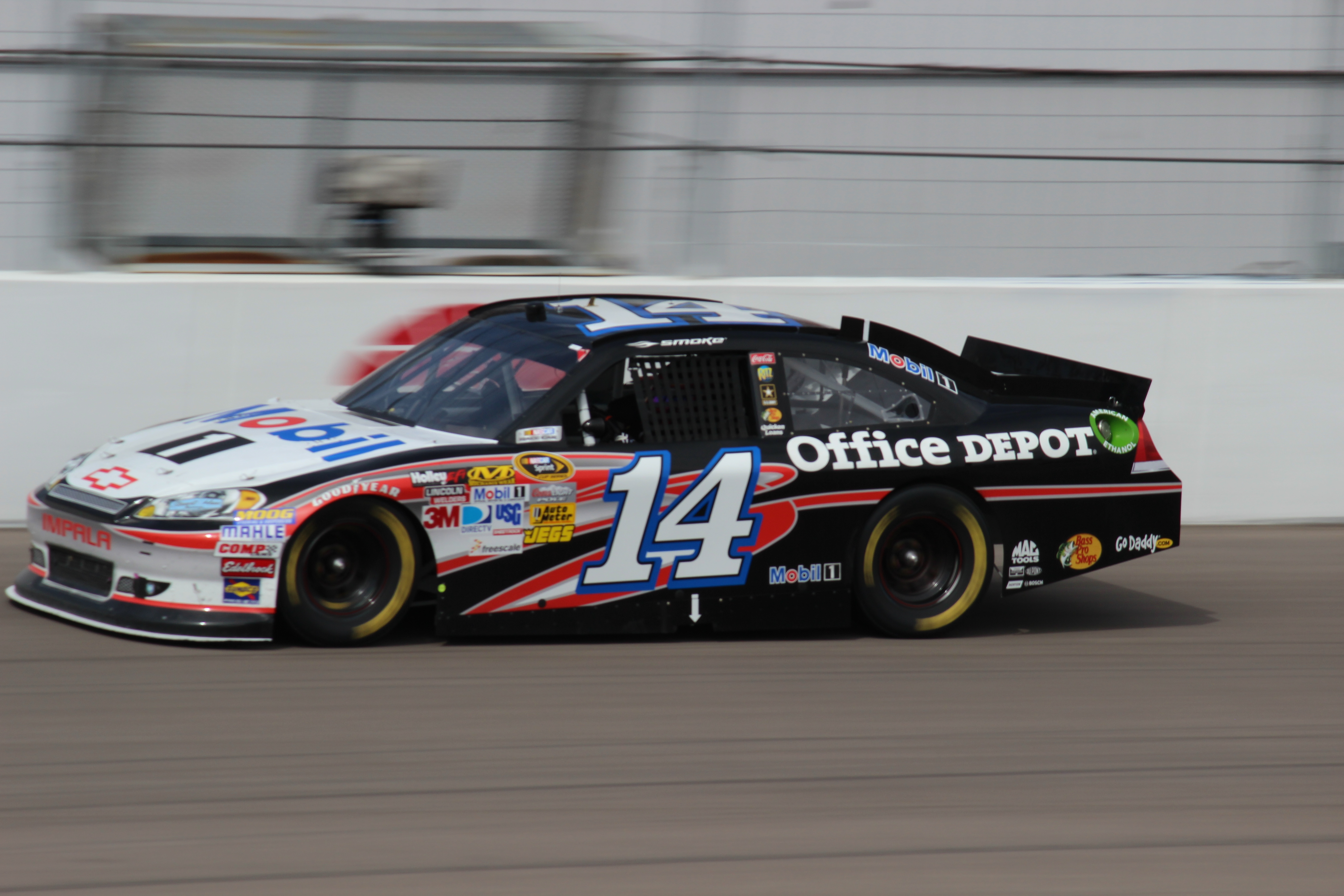
Tony Stewart vinse la sua prima gara del campionato 2012 a Las Vegas.

La stagione 2012 è iniziata, come di consueto, con la Budweiser Shootout. La gara è stata segnata da vari incidenti che hanno fatto sì che solo 13 vetture arrivassero al traguardo. All'ultimo giro, Kyle Busch, sfruttando la scia di Tony Stewart, ha tagliato il traguardo per primo in un arrivo al fotofinish.
Il primo dei due Gatorade Duel fu vinto dal campione uscente Tony Stewart, mentre il secondo "duello" vide quasi sempre in prima posizione i due compagni di squadra della Roush Fenway Racing, Greg Biffle (40 giri al comando) e Matt Kenseth che vinse la gara dopo essere stato al comando per 10 giri.
La gara inaugurale, la Daytona 500, inizialmente prevista per domenica 26 febbraio, venne posticipata al giorno dopo a causa dei continui scrosci di pioggia che avevano vanificato più volte il lavoro dei cosiddetti "jet dryer". È stata la prima volta in 53 anni di storia della Daytona 500 che la gara veniva posticipata. La gara iniziò alle 19:04 locali del 27 febbraio ed vide il suo momento peggiore quando, in regime di bandiera gialla, con i "jet dryer" che tentavano di asciugare l'asfalto bagnato e la "pace car" già in pista, Juan Pablo Montoya perse il controllo della propria auto e si schiantò contro un jet dryer; il combustibile dell'"asciuga-pista" prese fuoco e la gara venne interrotta (bandiera rossa) per due ore per consentire l'intervento dei vigili del fuoco. Questo fece sì che la gara andasse a concludersi dopo la mezzanotte di martedì. Nel finale Greg Biffle riuscì a tenere dietro Dale Earnhardt, Jr. consentendo al compagno Matt Kenseth di tagliare per primo il traguardo.
La settimana seguente a Phoenix vinse Denny Hamlin nonostante Kevin Harvick fosse stato in testa per la maggior parte della gara.
La settimana successiva a Las Vegas, Tony Stewart dominò la gara andando a conquistare la sua prima vittoria del 2012 nonché la sua prima sulla pista di Las Vegas.
La prima gara su uno "short track" si tenne a Bristol dove Brad Keselowski rimase in testa alla gara per ben 232 giri e mettendo poi a segno la sua prima vittoria della stagione.
La settimana successiva, in California, la gara fu segnata dalla pioggia che al giro 124 dei 200 previsti rese necessario l'ingresso in pista della "pace car". Al 129º giro venne esposta la bandiera rossa che sospendeva la corsa, costringendo tutti i piloti a tornare ai box. Successivamente venne deciso di non proseguire la gara e Tony Stewart, in testa al momento dell'ingresso della pace car, venne dichiarato vincitore.
Poi, a Martinsville, Jeff Gordon rimase in testa per 329 giri; tuttavia, un incidente nel finale di gara, causato da Clint Bowyer e Jimmie Johnson, portò ad un "green-white-checkered finish" che diede modo a Ryan Newman di battere A. J. Allmendinger e tagliare per primo il traguardo.
Dopo la pausa per la domenica di Pasqua, le squadre sono tornate in azione in Texas, dove Greg Biffle ha battuto Jimmie Johnson andando a prendersi la sua prima vittoria in 49 gare.
La settimana successiva, sull'ovale di Kansas City, nonostante l'ottima prestazione di Martin Truex Jr., è stato Denny Hamlin a tagliare il traguardo per primo mettendo a segno la sua seconda vittoria dell'anno col caposquadra Darian Grubb (nel 2011 caposquadra di Tony Stewart).
A Richmond, Carl Edwards ricevette una bandiera nera (che impone al pilota il rientro ai box) per un sorpasso in fase di ripartenza appena dopo l'uscita dalla pista da parte della pace car. A quel punto fu Tony Stewart ad essere in testa alla corsa, ma a causa di un errore ad un successivo pit-stop, fu Kyle Busch a tagliare per primo il traguardo conquistando la sua prima vittoria del 2012.
La settimana successiva si corse a Talladega per la seconda gara del 2012 su una superspeedway. Dopo che una raffica di bandiere gialle a fine gara misero fuori dai giochi parecchi piloti, Brad Keselowski, aiutato da Kyle Busch che gli si era messo in scia, tagliò il traguardo per primo e conquistò la sua seconda vittoria del 2012.
Alla Southern 500 fu Jimmie Johnson a tenere in pugno la gara e, rimasto in pista durante l'ultima fase di pit stop su consiglio del proprio capo-squadra Chad Knaus, batté Denny Hamlin e conquistò la sua prima vittoria del 2012 e consegnò la duecentesima vittoria alla scuderia di Rick Hendrick.
All'All-Star Sprint Race, Dale Earnhardt, Jr. ed AJ Allmendinger si sono sfidati nell'evento principale finendo 1-2 nella Showdown Sprint, mentre il veterano Bobby Labonte ha vinto il voto dei fan. Una ripartenza lenta di Matt Kenseth ha permesso a Jimmie Johnson di ottenere agevolmente la sua terza vittoria nell'All-Star.
Seguì la gara più lunga del campionato, la "Coca-Cola 600". La gara di 600 miglia (965 km) fu vinta da Kasey Kahne che conquistò la sua prima vittoria della stagione.
La serie si trasferì poi a Dover, dove Jimmie Johnson dominò la gara e vinse agevolmente la sua seconda gara nel 2012.
Il nuovo asfalto di Pocono vide, nelle fasi finali della gara, un bel duello tra il ventiduenne Joey Logano, partito dalla pole position, ed il cinquantatreenne Mark Martin. La lotta viene vinta da Logano taglia per primo il traguardo dopo che a poche curve dal termine si era infilato all'interno di una curva spingendo all'esterno Martin.
Anche la gara successiva, in Michigan, si tenne su una pista appena ri-asfaltata dove il fornitore unico di gomme, Goodyear, portò un nuovo tipo di pneumatico per ovviare all'eccessiva usura riscontrata su questa pista. Dale Earnhardt, Jr. rimase in testa alla gara per 95 giri che lo portarono poi a vincere la sua prima corsa dopo ben 143 gare. La sua ultima vittoria era stata quattro anni prima, il 15 giugno 2008.
A Sonoma fu Clint Bowyer a dominare la gara, rimanendo in testa per 71 giri e tenendosi dietro Tony Stewart e Kurt Busch in un green-white-checker finish che gli fa vincere la sua prima gara con la scuderia Michael Waltrip Racing.
La serie torna in Kentucky Kyle Busch dominò l'inizio della gara ma fu costretto al ritiro per una rottura; verso la fine della gara un incidente di Ryan Newman costringe i piloti a cercare di risparmiare carburante, Brad Keselowski andò in testa e avendo conservato carburante a sufficienza andò a conquistare la sua terza vittoria dell'anno.
Tony Stewart vinse la seconda gara tenutasi sulla pista di Daytona tenendosi dietro Jeff Burton e Matt Kenseth. A Loudon Denny Hamlin fu in testa alla gara per 150 giri, ma la decisione di cambiare quattro pneumatici anziché due all'ultimo pit-stop lo penalizzò portandolo in tredicesima posizione; la vittoria andò a Kasey Kahne per la sua seconda dell'anno.
Dopo una settimana di pausa il campionato si sposta a Indianapolis dove furono Denny Hamlin, Jimmie Johnson e Kyle Busch a contendersi la vittoria; alla fine fu Johnson a spuntarla e a conquistare la sua quarta vittoria sulla pista di Indianapolis.
Si tornò poi a Pocono, la gara viene interrotta dopo 98 giri a causa di un violento temporale che si era abbattuto sulla pista e la vittoria venne assegnata così a Jeff Gordon.
Il campionato si spostò sul circuito stradale di Watkins Glen, dove la gara vide in testa Kyle Busch, Brad Keselowski e Marcos Ambrose. Mentre si apprestava a vincere la sua seconda gara Busch andò i testacoda in una chicane all'ultimo giro, Ambrose e Keselowski continuarono a sfidarsi fino all'ultima curva dalla quale uscì per primo Ambrose che andò così a vincere la sua prima gara dell'anno, la sua seconda consecutiva su questa pista.
I piloti tornarono nel Michigan, dove Mark Martin, partito in pole position, guidò le prime fasi della gara fino a che non venne coinvolto in un incidente con Kasey Kahne. Jimmie Johnson prese il comando nelle ultime fasi della gara fino a quando il suo motore non cedette al giro 195, facendo concludere la gara in regime di "green-white-checker finish". Greg Biffle prese il comando della gara davanti a Brad Keselowski e Kasey Kahne e conquistò la sua seconda vittoria del 2012.
A Bristol, sulla pista appena riconfigurata, Joey Logano si mantenne in testa nella prima fase della gara, ma dopo vari cambi di leader a causa delle varie strategie sui pit stop, fu Denny Hamlin ad aggiudicarsi la vittoria, sua terza stagionale. Hamlin conquistò la vittoria anche la settimana successiva, ad Atlanta, battendo Jeff Gordon in un "green-white-checker finish".
Nell'ultima gara della stagione regolare, a Richmond, i contendenti alla "wild card" cercarono la vittoria per garantirsi un posto nella "Chase for the Championship"; Denny Hamlin dominò la prima metà della gara, rimanendo in testa per 202 giri; poi una bandiera gialla per pioggia rimescolò le carte. Clint Bowyer prese il comando al giro 312 e facendo attenzione al consumo di carburante e riuscito a tenersi dietro Jeff Gordon conquistò la sua seconda vittoria del 2012. Gordon riuscì comunque a conquistarsi un posto nella "Chase" agguantando il secondo posto di "wild card".

### La fase finale
La "Chase for the Championship" iniziò sulla Chicagoland Speedway. Jimmie Johnson, partito in pole position rimase in testa alla gara per 172 giri. Dopo l'ultima tornata di pit-stop, Brad Keselowski si ritrovò davanti a Johnson e mise a segno così la sua quarta vittoria stagionale.
A Loudon Denny Hamlin mantenne una promessa fatta su Twitter (affermando poi che fosse esagerata) andando a vincere la gara dopo essere rimasto in testa per 193 giri e nonostante fosse partito 32º. Fu la sua quinta vittoria stagionale.
La settimana successiva, a Dover, vinse Brad Keselowski, il migliore a risparmiare carburante durante la gara, che andò così in testa alla classifica piloti.
La domenica successiva, a Talladega, Jamie McMurray, in testa alla gara, va in testacoda a sei giri dal termine. L'ingresso della pace car comporta un green-white-checker finish e un grosso incidente che coinvolge una ventina di vetture all'ultima curva porta Matt Kenseth alla seconda vittoria dell'anno.
A Charlotte si corre la quinta gara della Chase; il leader della classifica, Brad Keselowski, resta a secco di benzina durante la gara, Clint Bowyer riesce a gestire bene i consumi della sua vettura e a sorpassare Denny Hamlin conquistando così la sua terza vittoria stagionale.
Sulla Kansas Speedway appena riasfaltata è Matt Kenseth a tagliare per primo il traguardo conquistando la sua terza vittoria stagionale. A Martinsville Jimmie Johnson, partito dalla pole position, conquista la sua quarta vittoria del 2012. Successivamente, in Texas, è di nuovo Johnson a vincere dopo essere partito in pole prendendo un vantaggio considerevole nei confronti degli altri due piloti rimasti in lizza per il titolo 2012, Clint Bowyer e Brad Keselowski.
Nella penultima gara, a Phoenix, è Kyle Busch a dominare la gara. La gara ha una svolta quando il leader del campionato, Jimmie Johnson, ha in incidente ed è costretto al ritiro. Uno screzio in pista tra Jeff Gordon e Clint Bowyer (al momento terzo nella classifica a punti) porta i due a un'accesa rivalità che si conclude con l'uscita di pista di entrambi; Bowyer è allora matematicamente escluso dalla corsa per il titolo e questo porta a una rissa tra i piloti e le relative squadre ai box. La gara termina con un incidente sulla linea del traguardo con Kevin Harvick che porta a casa la sua prima vittoria in 44 gare.
Anche nell'ultima gara della stagione, a Homestead, le strategie sul risparmio di carburante sono importantissime. è il giorno del duello finale tra Jimmie Johnson e Brad Keselowski con Johnson che tenta di fare la gara con uno stop in meno degli altri concorrenti. Al giro 209 Johnson è primo mentre Keselowski è 24°, ma al 213º giro Johnson, uscendo dal cambio gomme, perde un dado e deve rientrare ai box nel giro immediatamente successivo; quando torna in pista è doppiato di un giro. Al giro 226 Johnson rientra ai box perché ha del fumo nell'abitacolo, i meccanici, scoraggiati, ne spingono l'auto verso il garage. Con 39 giri ancora da completare viene data a Keselowski la notizia che Johnson è in garage con qualcosa di rotto. Da lì in poi per Keselowski è solo una passeggiata trionfale; chiude la gara al 15º posto (la vittoria va a Jeff Gordon) e, all'età di 28 anni, conquista il primo titolo piloti della sua carriera in NASCAR Sprint Cup Series.

## Scuderie e piloti

### Scuderie a calendario completo
Questa tabella mostra le squadre iscritte a tutto il campionato.
| Casa costruttrice | Squadra                   | Numero | Pilota                | Capo-squadra                                                                  |
| ----------------- | ------------------------- | ------ | --------------------- | ----------------------------------------------------------------------------- |
| Chevrolet         | Earnhardt Ganassi Racing  | 1      | Jamie McMurray        | Kevin Manion                                                                  |
| Chevrolet         | Earnhardt Ganassi Racing  | 42     | Juan Pablo Montoya    | Chris Heroy                                                                   |
| Chevrolet         | Furniture Row Racing      | 78     | Regan Smith30         | Pete Rondeau19 Todd Berrier17                                                 |
| Chevrolet         | Furniture Row Racing      | 78     | Kurt Busch6           | Pete Rondeau19 Todd Berrier17                                                 |
| Chevrolet         | Hendrick Motorsports      | 5      | Kasey Kahne           | Kenny Francis                                                                 |
| Chevrolet         | Hendrick Motorsports      | 24     | Jeff Gordon           | Alan Gustafson                                                                |
| Chevrolet         | Hendrick Motorsports      | 48     | Jimmie Johnson        | Chad Knaus                                                                    |
| Chevrolet         | Hendrick Motorsports      | 88     | Dale Earnhardt, Jr.34 | Steve Letarte                                                                 |
| Chevrolet         | Hendrick Motorsports      | 88     | Regan Smith2          | Steve Letarte                                                                 |
| Chevrolet         | Phoenix Racing            | 51     | Kurt Busch29          | Nick Harrison                                                                 |
| Chevrolet         | Phoenix Racing            | 51     | David Reutimann1      | Nick Harrison                                                                 |
| Chevrolet         | Phoenix Racing            | 51     | A. J. Allmendinger4   | Nick Harrison                                                                 |
| Chevrolet         | Phoenix Racing            | 51     | Regan Smith2          | Nick Harrison                                                                 |
| Chevrolet         | Richard Childress Racing  | 27     | Paul Menard           | Richard Labbe31 Shane Wilson5                                                 |
| Chevrolet         | Richard Childress Racing  | 29     | Kevin Harvick         | Shane Wilson24 Gil Martin12                                                   |
| Chevrolet         | Richard Childress Racing  | 31     | Jeff Burton           | Drew Blickensderfer33 Shane Wilson3                                           |
| Chevrolet         | Richard Childress Racing  | 33     | Elliott Sadler1       | Gil Martin9 Buddy Sisco2 Tony Glover25                                        |
| Chevrolet         | Richard Childress Racing  | 33     | Brendan Gaughan4      | Gil Martin9 Buddy Sisco2 Tony Glover25                                        |
| Chevrolet         | Richard Childress Racing  | 33     | Hermie Sadler1        | Gil Martin9 Buddy Sisco2 Tony Glover25                                        |
| Chevrolet         | Richard Childress Racing  | 33     | Austin Dillon1        | Gil Martin9 Buddy Sisco2 Tony Glover25                                        |
| Chevrolet         | Circle Sport              | 33     | Tony Raines2          | Gil Martin9 Buddy Sisco2 Tony Glover25                                        |
| Chevrolet         | Circle Sport              | 33     | Jeff Green1           | Gil Martin9 Buddy Sisco2 Tony Glover25                                        |
| Chevrolet         | Circle Sport              | 33     | Stephen Leicht (R)21  | Gil Martin9 Buddy Sisco2 Tony Glover25                                        |
| Chevrolet         | Circle Sport              | 33     | Cole Whitt5           | Gil Martin9 Buddy Sisco2 Tony Glover25                                        |
| Chevrolet         | Stewart-Haas Racing       | 14     | Tony Stewart          | Steve Addington                                                               |
| Chevrolet         | Stewart-Haas Racing       | 39     | Ryan Newman           | Tony Gibson32 Matt Borland4                                                   |
| Chevrolet         | Stewart-Haas Racing       | 10     | Danica Patrick10      | Tommy Baldwin, Jr.30 Steve Wood2 Greg Zipadelli1 Tony Gibson2 Brandon Thomas1 |
| Chevrolet         | Tommy Baldwin Racing      | 10     | David Reutimann21     | Tommy Baldwin, Jr.30 Steve Wood2 Greg Zipadelli1 Tony Gibson2 Brandon Thomas1 |
| Chevrolet         | Tommy Baldwin Racing      | 10     | Dave Blaney1          | Tommy Baldwin, Jr.30 Steve Wood2 Greg Zipadelli1 Tony Gibson2 Brandon Thomas1 |
| Chevrolet         | Tommy Baldwin Racing      | 10     | Tony Raines1          | Tommy Baldwin, Jr.30 Steve Wood2 Greg Zipadelli1 Tony Gibson2 Brandon Thomas1 |
| Chevrolet         | Tommy Baldwin Racing      | 10     | Tomy Drissi1          | Tommy Baldwin, Jr.30 Steve Wood2 Greg Zipadelli1 Tony Gibson2 Brandon Thomas1 |
| Chevrolet         | Tommy Baldwin Racing      | 10     | J. J. Yeley2          | Tommy Baldwin, Jr.30 Steve Wood2 Greg Zipadelli1 Tony Gibson2 Brandon Thomas1 |
| Chevrolet         | Tommy Baldwin Racing      | 36     | Dave Blaney32         | Ryan Pemberton33 Tommy Baldwin, Jr.3                                          |
| Chevrolet         | Tommy Baldwin Racing      | 36     | Tony Raines3          | Ryan Pemberton33 Tommy Baldwin, Jr.3                                          |
| Chevrolet         | Tommy Baldwin Racing      | 36     | J. J. Yeley1          | Ryan Pemberton33 Tommy Baldwin, Jr.3                                          |
| Dodge             | Penske Racing             | 2      | Brad Keselowski       | Paul Wolfe                                                                    |
| Dodge             | Penske Racing             | 22     | A. J. Allmendinger17  | Todd Gordon                                                                   |
| Dodge             | Penske Racing             | 22     | Sam Hornish, Jr.19    | Todd Gordon                                                                   |
| Ford              | FAS Lane Racing           | 32     | Terry Labonte4        | Frank Stoddard                                                                |
| Ford              | FAS Lane Racing           | 32     | Mike Bliss1           | Frank Stoddard                                                                |
| Ford              | FAS Lane Racing           | 32     | Ken Schrader13        | Frank Stoddard                                                                |
| Ford              | FAS Lane Racing           | 32     | Reed Sorenson6        | Frank Stoddard                                                                |
| Ford              | FAS Lane Racing           | 32     | T. J. Bell5           | Frank Stoddard                                                                |
| Ford              | FAS Lane Racing           | 32     | Boris Said2           | Frank Stoddard                                                                |
| Ford              | FAS Lane Racing           | 32     | Jason White1          | Frank Stoddard                                                                |
| Ford              | FAS Lane Racing           | 32     | Mike Olsen1           | Frank Stoddard                                                                |
| Ford              | FAS Lane Racing           | 32     | Timmy Hill3           | Frank Stoddard                                                                |
| Ford              | Front Row Motorsports     | 26     | Tony Raines1          | Charles Dickey, Jr.                                                           |
| Ford              | Front Row Motorsports     | 26     | Josh Wise (R)35       | Charles Dickey, Jr.                                                           |
| Ford              | Front Row Motorsports     | 34     | David Ragan           | Jay Guy                                                                       |
| Ford              | Front Row Motorsports     | 38     | David Gilliland       | Pat Tryson30 Derrick Finley6                                                  |
| Ford              | Germain Racing            | 13     | Casey Mears           | Bootie Barker                                                                 |
| Ford              | Phil Parsons Racing       | 98     | Michael McDowell33    | Gene Nead                                                                     |
| Ford              | Phil Parsons Racing       | 98     | David Mayhew1         | Gene Nead                                                                     |
| Ford              | Phil Parsons Racing       | 98     | Mike Skinner2         | Gene Nead                                                                     |
| Ford              | Richard Petty Motorsports | 9      | Marcos Ambrose        | Todd Parrott26 Mike Ford7 Drew Blickensderfer3                                |
| Ford              | Richard Petty Motorsports | 43     | Aric Almirola         | Greg Erwin9 Mike Ford17 Todd Parrott10                                        |
| Ford              | Roush Fenway Racing       | 16     | Greg Biffle           | Matt Puccia                                                                   |
| Ford              | Roush Fenway Racing       | 17     | Matt Kenseth          | Jimmy Fennig                                                                  |
| Ford              | Roush Fenway Racing       | 99     | Carl Edwards          | Bob Osbourne19 Chad Norris17                                                  |
| Toyota            | BK Racing                 | 83     | Landon Cassill        | Doug Richert                                                                  |
| Toyota            | BK Racing                 | 93     | David Reutimann2      | Todd Anderson                                                                 |
| Toyota            | BK Racing                 | 93     | Travis Kvapil34       | Todd Anderson                                                                 |
| Toyota            | Inception Motorsports     | 30     | David Stremme34       | Steve Lane                                                                    |
| Toyota            | Inception Motorsports     | 30     | Brian Simo1           | Steve Lane                                                                    |
| Toyota            | Inception Motorsports     | 30     | Patrick Long1         | Steve Lane                                                                    |
| Toyota            | Joe Gibbs Racing          | 11     | Denny Hamlin          | Darian Grubb                                                                  |
| Toyota            | Joe Gibbs Racing          | 18     | Kyle Busch            | Dave Rogers                                                                   |
| Toyota            | Joe Gibbs Racing          | 20     | Joey Logano           | Jason Ratcliff                                                                |
| Toyota            | JTG Daugherty Racing      | 47     | Bobby Labonte         | Todd Berrier19 David Hyder1 Brian Burns16                                     |
| Toyota            | Michael Waltrip Racing    | 15     | Clint Bowyer          | Brian Pattie                                                                  |
| Toyota            | Michael Waltrip Racing    | 55     | Mark Martin24         | Rodney Childers                                                               |
| Toyota            | Michael Waltrip Racing    | 55     | Brian Vickers8        | Rodney Childers                                                               |
| Toyota            | Michael Waltrip Racing    | 55     | Michael Waltrip4      | Rodney Childers                                                               |
| Toyota            | Michael Waltrip Racing    | 56     | Martin Truex, Jr.     | Chad Johnston35 Scott Miller1                                                 |
| Toyota            | NEMCO Motorsports         | 87     | Joe Nemechek          | Stephen Gray                                                                  |
| Fonte: Jayski.com |                           |        |                       |                                                                               |

### Scuderie a calendario parziale
Questa tabella mostra le squadre iscritte soltanto a determinate gare del campionato.
| Chevrolet         | Turn One Racing                                           | 74 | Reed Sorenson          | Peter Sospenzo                           | 3  |
| Chevrolet         | Turn One Racing                                           | 74 | Stacy Compton          | Peter Sospenzo                           | 3  |
| Chevrolet         | Turn One Racing                                           | 74 | Tony Raines            | Peter Sospenzo                           | 1  |
| Chevrolet         | Turn One Racing                                           | 74 | Cole Whitt             | Peter Sospenzo                           | 4  |
| Chevrolet         | Turner Motorsports                                        | 50 | Bill Elliott           | Trent Owens                              | 1  |
| Dodge             | Penske Racing                                             | 12 | Sam Hornish, Jr.       | Chad Walter                              | 1  |
| Dodge             | Robby Gordon Motorsports                                  | 7  | Robby Gordon           | Samuel Stanley5 Shane Bourgeois1         | 6  |
| Ford              | Go Green Racing                                           | 79 | Tim Andrews            | Paul Andrews                             | 1  |
| Ford              | Go Green Racing                                           | 79 | Scott Speed            | Paul Andrews                             | 2  |
| Ford              | Go Green Racing                                           | 79 | Kelly Bires            | Mike Abner                               | 6  |
| Ford              | Go Green Racing                                           | 79 | Mike Skinner           | Mike Abner                               | 1  |
| Ford              | Go Green Racing                                           | 79 | Reed Sorenson          | Mike Abner                               | 1  |
| Ford              | Leavine Family Racing                                     | 95 | Scott Speed            | Wally Rogers                             | 16 |
| Ford              | Roush Fenway Racing                                       | 6  | Ricky Stenhouse, Jr.   | Chad Norris1 Scott Graves3               | 4  |
| Ford              | Wood Brothers Racing                                      | 21 | Trevor Bayne           | Donnie Wingo                             | 16 |
| Ford              | Xxxtreme Motorsports                                      | 44 | David Reutimann        | Frank Kerr                               | 1  |
| Toyota            | BK Racing                                                 | 73 | Travis Kvapil          | Buddy Sisco                              | 1  |
| Toyota            | BK Racing                                                 | 73 | David Reutimann        | Buddy Sisco                              | 1  |
| Toyota            | Hamilton Means Racing                                     | 52 | Scott Speed            | Scott Eggleston                          | 1  |
| Toyota            | Hamilton Means Racing                                     | 52 | Mike Skinner           | Scott Eggleston                          | 3  |
| Toyota            | Hillman Racing                                            | 40 | Michael Waltrip        | Buddy Sisco                              | 1  |
| Toyota            | Hillman Racing                                            | 40 | Tony Raines            | Buddy Sisco                              | 1  |
| Toyota            | Humphrey Smith Racing                                     | 19 | Mike Bliss             | Paul Clapprood16 Skip Pope13             | 25 |
| Toyota            | Humphrey Smith Racing                                     | 19 | Chris Cook             | Paul Clapprood16 Skip Pope13             | 2  |
| Toyota            | Humphrey Smith Racing                                     | 19 | Jason Leffler          | Paul Clapprood16 Skip Pope13             | 1  |
| Toyota            | Humphrey Smith Racing                                     | 19 | Jeff Green             | Paul Clapprood16 Skip Pope13             | 1  |
| Toyota            | Humphrey Smith Racing                                     | 91 | Reed Sorenson          | Peter Sospenzo                           | 13 |
| Toyota            | Humphrey Smith Racing                                     | 91 | Jason Leffler          | Peter Sospenzo                           | 2  |
| Toyota            | NEMCO Motorsports                                         | 97 | Bill Elliott           | Scott Eggleston                          | 2  |
| Toyota            | NEMCO Motorsports                                         | 97 | Timmy Hill             | Scott Eggleston                          | 1  |
| Toyota            | RAB Racing                                                | 09 | Kenny Wallace          | Scott Zipadelli                          | 1  |
| Toyota            | Robinson-Blakeney Racing                                  | 49 | J. J. Yeley            | Tony Furr                                | 19 |
| Toyota            | Robinson-Blakeney Racing                                  | 49 | Jason Leffler          | Scott Eggleston                          | 6  |
| Toyota            | SS Motorsports                                            | 0  | Mark Green             | Brad Smales                              | 1  |
| Ford Chevrolet    | Max Q Motorsports Rick Ware Racinga Tommy Baldwin Racingb | 37 | Mike Wallace           | Bill Henderson9 Tony Furr11              | 1  |
| Ford Chevrolet    | Max Q Motorsports Rick Ware Racinga Tommy Baldwin Racingb | 37 | Timmy Hill (R)         | Bill Henderson9 Tony Furr11              | 4  |
| Ford Chevrolet    | Max Q Motorsports Rick Ware Racinga Tommy Baldwin Racingb | 37 | Tony Raines            | Bill Henderson9 Tony Furr11              | 1  |
| Ford Chevrolet    | Max Q Motorsports Rick Ware Racinga Tommy Baldwin Racingb | 37 | J. J. Yeley            | Bill Henderson9 Tony Furr11              | 13 |
| Ford Chevrolet    | Max Q Motorsports Rick Ware Racinga Tommy Baldwin Racingb | 37 | Dave Blaney            | Bill Henderson9 Tony Furr11              | 1  |
| Toyota Chevrolet  | R3 Motorsports                                            | 23 | Robert Richardson, Jr. | Bryan Cook1 Greg Conner29 Cruz Gonzalez1 | 4  |
| Toyota Chevrolet  | R3 Motorsports                                            | 23 | Scott Riggs            | Bryan Cook1 Greg Conner29 Cruz Gonzalez1 | 27 |
| Fonte: Jayski.com |                                                           |    |                        |                                          |    |

Il proprietario della nº 33 è cambiato ad aprile. Joe Falk ne ha acquisito le attività e la proprietà ed è stato indicato come proprietario da Martinsville in poi; ma è stata comunque la Childress a mettere in campo la macchina nelle gare in cui ha gareggiato Austin Dillon.

### Le novità tra le squadre
- Ad ottobre 2011, prima della Bank of America 500 del 2011, venne data la notizia che l'argentino George Sinica aveva fondato la Sinica Motorsports e che la squadra avrebbe partecipato alla Cup Series per 10-15 gare nel 2012, col pilota ARCA Grant Enfinger alla guida della Chevrolet N° 93[30]. Tuttavia, Enfinger venne svincolato dal contratto il 15 dicembre 2011[31]. Successivamente la scuderia ha cambiato il numero per la propria auto scegliendo il 4.
- Per mancanza di sponsor la Roush Fenway Racing schiererà solo tre vetture nella Sprint Cup Series dopo che problemi di sponsorizzazione portarono alla quasi chiusura della squadra della vettura #6 allora pilotata da David Ragan[32]. Lo staff della vettura #6 parteciperà alla Daytona 500 col pilota Ricky Stenhouse, Jr., campione della Nationwide Series 2011. A seconda della disponibilità di eventuali sponsor la #6 potrebbe partecipare anche ad altre gare del campionato[33][34].
- Anche la Richard Childress Racing schiererà solo 3 vetture. La #33 parteciperà solo ad alcune gare, Elliott Sadler correrà alla Daytona 500 e Brendan Gaughan correrà le 4 gare successive[35]. A Martinsville la vettura è stata pilotata da Hermie Sadler dopo di che Joe Falk, concessionario di vetture della Virginia e proprietario della LJ Racing, ha acquistato i diritti di proprietà della #33[36].
- La Germain Racing passa dalla Toyota alla Ford[37].
- Il 9 gennaio 2012 Kevin Buckler, proprietario della The Racer's Group, annunciò la chiusura della sua squadra, la TRG Motorsports[38].
- Il Red Bull Racing Team chiuse ufficialmente nel dicembre 2011[38]
- La Turn One Racing e la Go Green Racing annunciarono di voler prendere parte al campionato 2012. La Turn One parteciperà alle prime 8 o 10 gare dopo la Daytona 500, mentre la Go Green porterà in pista la Ford #19, pilotata da Tim Andrews con suo padre Paul come capo-squadra, per 10 gare.
- La nuova scuderia Robinson-Blakeney Racing parteciperà al calendario completo col pilota J. J. Yeley.
- La Turner Motorsports tenterà il debutto a Daytona nella gara di luglio (la Coke Zero 400). La squadra schiererà la Chevrolet #50 del veterano Bill Elliott con la sponsorizzazione della catena di supermercati Walmart che celebra il cinquantenario dalla fondazione.
- La Stewart-Haas Racing e la Tommy Baldwin Racing annunciarono, il 31 gennaio, di aver dato inizio ad un'alleanza per la stagione 2012. La TBR spostò i propri punti del campionato a squadre dalla propria vettura #36 alla #10 della SHR, assicurando così a Danica Patrick un posto alla Daytona 500. Sarà David Reutimann a pilotare la #10 nelle 26 gare a cui non parteciperà la Patrick[39].
- A febbraio, l'ex direttore del Red Bull Racing Team, Thomas Ueberall, ha acquistato i punti del campionato a squadre delle vetture #83 e #4 (poi cambiato in 93) della Red Bull. La neonata squadra, che prende di fatto il posto della Red Bull, si chiamerà BK Racing e sarà sponsorizzata dalla catena di fast food Burger King. Landon Cassill piloterà la #83 e Travis Kvapil la #93 nella maggior parte delle gare con David Reutimann che avrà la #93 per la Daytona 500[40].
- Il 13 febbraio 2012, la Michael Waltrip Racing ha acquistato i punti del campionato a squadre della FAS Lane Racing e li ha trasferiti alla propria #55, il che garantirà un posto a Mark Martin nella Daytona 500[41]. La FAS Lane ha, in seguito, acquisito i punti del 2011 della squadra della #6 della Roush Fenway Racing.
- La Inception Motorsports acquisì i punti del team TRG Motorsports che era finito 36° nella classifica 2011[42].

### Le novità tra i capi-squadra
- Il 27 luglio 2011 la Hendrick Motorsports fece sapere che Kenny Francis sarebbe stato a capo della squadra del pilota Kasey Kahne nel 2012; i due lavoravano già insieme durante la stagione 2011 alla Red Bull Racing Team[43]. Lance McGrew, l'anno precedente a capo della squadra della #5, lavorerà allo sviluppo della Chevrolet per la stagione 2013.
- Steve Addington, nel 2011 alla Penske Racing, venne assunto dalla Stewart-Haas Racing come capo-squadra della #14 del campione 2011 Tony Stewart[44].
- Darian Grubb, ex capo-squadra della #14 della Stewart-Haas Racing, venne informato dallo stesso Tony Stewart prima della Bank of America 500 del 2011 che a fine stagione sarebbe stato svincolato dalla squadra. Venne poi assunto dalla Joe Gibbs Racing come capo-squadra di Denny Hamlin[45].
- Chris Heroy, nel 2011 ingegnere di pista di Dale Earnhardt, Jr. alla Hendrick Motorsports, venne assunto come capo squadra di Juan Pablo Montoya alla Earnhardt Ganassi Racing[43][46].
- L'ex capo-squadra della Earnhardt Ganassi Racing, Brian Pattie, è stato assunto dalla Michael Waltrip Racing per essere a capo della vettura #15 di Clint Bowyer.
- I capi-squadra della Richard Childress Racing, Gil Martin e Shane Wilson, so sono scambiato le vetture per il 2012. Martin sarà a capo della squadra della #33 mentre Wilson passerà alla #29 su richiesta dello stesso Kevin Harvick.
- Svincolato dal contratto con il Team Red Bull Racing, chiuso dopo la stagione 2011, Ryan Pemberton sarà a capo della squadra di Dave Blaney alla Tommy Baldwin Racing dopo che Phillippe Lopez lasciò la squadra per andare alla Richard Petty Motorsports in Nationwide Series.
- Il 30 aprile 2012 Mike Ford ha sostituito Greg Erwin come capo squadra per la Ford #43 della Richard Petty Motorsports, pilotata da Aric Almirola, per il resto della stagione 2012[47].

### Le novità tra i piloti

#### Piloti che hanno cambiato squadra
- A. J. Allmendinger, dopo la perdita di uno dei suoi sponsor principali, è passato dalla Richard Petty Motorsports alla Penske Racing per guidare la Dodge numero 22[48].
- Clint Bowyer cambierà squadra per la stagione 2012 passando dalla Richard Childress Racing alla Michael Waltrip Racing dove guiderà la Toyota #15 sponsorizzata dalla 5-hour Energy[49].
- Kurt Busch, la cui stagione 2011 è stata caratterizzata da vari problemi di comportamento, di comune accordo con Roger Penske e gli sponsor Shell e Pennzoil venne svincolato dalla Penske Racing[50]. Successivamente Busch rese noto di aver trovato posto, non senza qualche difficoltà, alla Phoenix Racing per pilotare la Chevrolet #51[51].
- Kasey Kahne sostituirà Mark Martin nella Chevrolet #5 della Hendrick Motorsports con la sponsorizzazione della Farmers Insurance Group per 22 gare all'anno per i prossimi 3 anni[52][53].
- Esprimendo il desiderio di non partecipare al calendario completo, Mark Martin è passato alla Michael Waltrip Racing dove piloterà per 25 gare la Toyota #55 lasciata vacante da David Reutimann[54].
- David Reutimann, alla Michael Waltrip Racing nel 2011, ha firmato un contratto di un anno con la Tommy Baldwin Racing[55].
- David Ragan, pilota della Roush Fenway nel 2011, è passato alla Front Row Motorsports dove piloterà la Ford #34[56][57].

### I cambi di sponsor
- La Best Buy ha lasciato la vettura #43 della Richard Petty Motorsports a dicembre per sponsorizzare, alla Roush Fenway Racing, l'auto #17 ed, in parte, anche la #99[58].
- La 5-hour Energy, che negli anni scorsi aveva sponsorizzato Steve Wallace in Nationwide Series, è arrivata alla Sprint Cup Series per sponsorizzare Clint Bowyer[49].

## Il calendario 2012
Il 28 settembre 2011 venne pubblicato il calendario definitivo costituito da 36 gare, più due gare di spettacolo. Il programma comprende anche due "Gatorade Duel", che sono le gare di qualificazione per la Daytona 500.
|                            | Budweiser Shootout                          | Daytona International Speedway, Daytona Beach | 18 febbraio - 19 febbraio |
|                            | Gatorade Duel                               | Daytona International Speedway, Daytona Beach | 23 febbraio               |
| 1                          | Daytona 500                                 | Daytona International Speedway, Daytona Beach | 26 febbraio               |
| 2                          | Subway Fresh Fit 500                        | Phoenix Raceway, Phoenix                      | 4 marzo                   |
| 3                          | Kobalt Tools 400                            | Las Vegas Motor Speedway, Las Vegas           | 11 marzo                  |
| 4                          | Food City 500                               | Bristol Motor Speedway, Bristol               | 18 marzo                  |
| 5                          | Auto Club 400                               | Auto Club Speedway, Fontana                   | 25 marzo                  |
| 6                          | Goody's Fast Relief 500                     | Martinsville Speedway, Ridgeway               | 1º aprile                 |
| 7                          | Samsung Mobile 500                          | Texas Motor Speedway, Fort Worth              | 14 aprile                 |
| 8                          | STP 400                                     | Kansas Speedway, Kansas City                  | 22 aprile                 |
| 9                          | Capital City 400                            | Richmond International Raceway, Richmond      | 28 aprile                 |
| 10                         | Aaron's 499                                 | Talladega Superspeedway, Talladega            | 6 maggio                  |
| 11                         | Bojangles' Southern 500                     | Darlington Raceway, Darlington                | 12 maggio                 |
|                            | Sprint Showdown e XXVIII All-Star Race      | Charlotte Motor Speedway, Concord             | 19 maggio                 |
| 12                         | Coca-Cola 600                               | Charlotte Motor Speedway, Concord             | 27 maggio                 |
| 13                         | FedEx 400 benefiting Autism Speaks          | Dover International Speedway, Dover           | 3 giugno                  |
| 14                         | Pocono 400 presented by #NASCAR             | Pocono Raceway, Long Pond                     | 10 giugno                 |
| 15                         | Quicken Loans 400                           | Michigan International Speedway, Brooklyn     | 17 giugno                 |
| 16                         | Toyota/Save Mart 350                        | Sonoma Raceway, Sonoma                        | 24 giugno                 |
| 17                         | Quaker State 400                            | Kentucky Speedway, Sparta                     | 30 giugno                 |
| 18                         | Coke Zero 400 powered by Coca-Cola          | Daytona International Speedway, Daytona Beach | 7 luglio                  |
| 19                         | Lenox Industrial Tools 301                  | New Hampshire Motor Speedway, Loudon          | 15 luglio                 |
| 20                         | Crown Royal presents the Curtiss Shaver 400 | Indianapolis Motor Speedway, Speedway         | 29 luglio                 |
| 21                         | Pennsylvania 400                            | Pocono Raceway, Long Pond                     | 5 agosto                  |
| 22                         | Finger Lakes 355 at The Glen                | Watkins Glen International, Watkins Glen      | 12 agosto                 |
| 23                         | Pure Michigan 400                           | Michigan International Speedway, Brooklyn     | 19 agosto                 |
| 24                         | Irwin Tools Night Race                      | Bristol Motor Speedway, Bristol               | 25 agosto                 |
| 25                         | AdvoCare 500                                | Atlanta Motor Speedway, Hampton               | 2 settembre               |
| 26                         | Federated Auto Parts 400                    | Richmond International Raceway, Richmond      | 8 settembre               |
| Chase for the Championship |                                             |                                               |                           |
| 27                         | GEICO 400                                   | Chicagoland Speedway, Joliet                  | 16 settembre              |
| 28                         | Sylvania 300                                | New Hampshire Motor Speedway, Loudon          | 23 settembre              |
| 29                         | AAA 400                                     | Dover International Speedway, Dover           | 30 settembre              |
| 30                         | Good Sam Roadside Assistance 500            | Talladega Superspeedway, Talladega            | 7 ottobre                 |
| 31                         | Bank of America 500                         | Charlotte Motor Speedway, Concord             | 13 ottobre                |
| 32                         | Hollywood Casino 400                        | Kansas Speedway, Kansas City                  | 21 ottobre                |
| 33                         | Tums Fast Relief 500                        | Martinsville Speedway, Ridgeway               | 28 ottobre                |
| 34                         | AAA Texas 500                               | Texas Motor Speedway, Fort Worth              | 4 novembre                |
| 35                         | AdvoCare 500                                | Phoenix International Raceway, Phoenix        | 11 novembre               |
| 36                         | Ford EcoBoost 400                           | Homestead-Miami Speedway, Homestead           | 18 novembre               |
| Fonti: NASCAR, jayski.com  |                                             |                                               |                           |

### Le novità del calendario
Per la stagione 2012, la NASCAR apporta alcune modifiche al programma. Anzitutto la prima gara della stagione, la Daytona 500, si tiene una settimana più tardi rispetto al campionato 2011. Di conseguenza slittano anche le gare di Phoenix e Las Vegas, rispettivamente seconda e terza gara della stagione. In terzo luogo, la prima gara sulla Kansas Speedway viene spostata da giugno ad aprile, perché la seconda gara a corrersi su questa pista diventa la sesta gara della "Chase for the Championship" dopo lo scambio di date con la "Good Sam Roadside Assistance 500" sulla Talladega Superspeedway. Inoltre la lunghezza di entrambe le gare sulla Pocono Raceway passano da 500 miglia a 400 miglia. Ci sono un paio di modifiche anche nella stagione regolare perché la prima gara sulla Dover International Speedway si tiene dopo la "Coca-Cola 600". Le date della "Aaron's 499" e della prima gara sulla Richmond International Raceway si scambiano tra loro. In più la gara sulla Kentucky Speedway si tiene prima della "Coke Zero 400" a Daytona.

## Novità

### Tecnologia
Il 21 gennaio 2011 la NASCAR annunciò che per la stagione 2012 la Sprint Cup Series sarebbe passata dall'alimentazione a carburatore (in uso dal primo campionato del 1949) a quella a iniezione elettronica (EFI). Alla conferenza stampa del 21 gennaio 2011 Robin Pemberton, 'vice president for competition della NASCAR, dichiarò che non si sarebbe corsa alcuna gara nel 2011 con i nuovi motori ad iniezione e che il 2011 sarebbe stato un anno dedicato alla messa a punto del sistema di alimentazione. Subito dopo, John Darby, direttore della Cup Series espimeva le sue speranze perché il nuovo sistema entrasse in uso almeno dalla seconda gara del campionato 2012. Successivamente la NASCAR rese noto che i nuovi motori ad iniezione elettronica sarebbero stati usati sin dalla prima gara del 2012. Inoltre venne dato particolare risalto a come l'introduzione di questo nuovo tipo di motore, costituito da più componenti rispetto al classico motore a carburatore, aumentasse la competizione tra le squadre. Le "unità di controllo motore" sono fornite dalla McLaren Electronic Systems, che già si occupa degli analoghi sistemi sulle vetture da corsa della scuderia McLaren in Formula 1, il software delle centraline viene progettato dalla Freescale ed i sensori dell'ossigeno (cosiddette "sonde lambda") vengono forniti dalla Bosch.

### Comunicazioni
Dopo la fine della stagione 2011, la NASCAR decise di vietare la comunicazione tra il pilota e lo spotter e gli altri piloti. Questa novità venne introdotta inizialmente allo scopo di eliminare gli accoppiamenti di auto ("tandem drafting") sulla Daytona International Speedway e sulla Talladega Superspeedway, accoppiamenti criticati dagli spettatori. Successivamente venne annunciato che queste comunicazioni sarebbero state vietate in tutte le gare.

## Risultati
| N°                         | Gara                         | Pole position       | Maggior numero di giri in testa | Pilota vincitore    | Costruttore vincitore |
| -------------------------- | ---------------------------- | ------------------- | ------------------------------- | ------------------- | --------------------- |
|                            | Budweiser Shootout           | Martin Truex Jr.    | Greg Biffle                     | Kyle Busch          | Toyota                |
|                            | 1° Gatorade Duel             | Carl Edwards        | Denny Hamlin                    | Tony Stewart        | Chevrolet             |
|                            | 2° Gatorade Duel             | Greg Biffle         | Greg Biffle                     | Matt Kenseth        | Ford                  |
| 1                          | Daytona 500                  | Carl Edwards        | Denny Hamlin                    | Matt Kenseth        | Ford                  |
| 2                          | Subway Fresh Fit 500         | Mark Martin         | Kevin Harvick                   | Denny Hamlin        | Toyota                |
| 3                          | Kobalt Tools 400             | Kasey Kahne         | Tony Stewart                    | Tony Stewart        | Chevrolet             |
| 4                          | Food City 500                | Greg Biffle         | Brad Keselowski                 | Brad Keselowski     | Dodge                 |
| 5                          | Auto Club 400                | Denny Hamlin        | Kyle Busch                      | Tony Stewart        | Chevrolet             |
| 6                          | Goody's Fast Relief 500      | Kasey Kahne         | Jeff Gordon                     | Ryan Newman         | Chevrolet             |
| 7                          | Samsung Mobile 500           | Martin Truex, Jr.   | Jimmie Johnson                  | Greg Biffle         | Ford                  |
| 8                          | STP 400                      | A. J. Allmendinger  | Martin Truex, Jr.               | Denny Hamlin        | Toyota                |
| 9                          | Capital City 400             | Mark Martin         | Carl Edwards                    | Kyle Busch          | Toyota                |
| 10                         | Aaron's 499                  | Jeff Gordon         | Matt Kenseth                    | Brad Keselowski     | Dodge                 |
| 11                         | Bojangles' Southern 500      | Greg Biffle         | Jimmie Johnson                  | Jimmie Johnson      | Chevrolet             |
|                            | NASCAR Sprint All-Star Race  | Kyle Busch          | Brad Keselowski                 | Jimmie Johnson      | Chevrolet             |
| 12                         | Coca-Cola 600                | Aric Almirola       | Greg Biffle                     | Kasey Kahne         | Chevrolet             |
| 13                         | FedEx 400                    | Mark Martin         | Jimmie Johnson                  | Jimmie Johnson      | Chevrolet             |
| 14                         | Pocono 400                   | Joey Logano         | Joey Logano                     | Joey Logano         | Toyota                |
| 15                         | Quicken Loans 400            | Marcos Ambrose      | Dale Earnhardt, Jr.             | Dale Earnhardt, Jr. | Chevrolet             |
| 16                         | Toyota/Save Mart 350         | Marcos Ambrose      | Clint Bowyer                    | Clint Bowyer        | Toyota                |
| 17                         | Quaker State 400             | Jimmie Johnson      | Kyle Busch                      | Brad Keselowski     | Dodge                 |
| 18                         | Coke Zero 400                | Matt Kenseth        | Matt Kenseth                    | Tony Stewart        | Chevrolet             |
| 19                         | Lenox Industrial Tools 301   | Kyle Busch          | Denny Hamlin                    | Kasey Kahne         | Chevrolet             |
| 20                         | Brickyard 400                | Denny Hamlin        | Jimmie Johnson                  | Jimmie Johnson      | Chevrolet             |
| 21                         | Pennsylvania 400             | Juan Pablo Montoya  | Jimmie Johnson                  | Jeff Gordon         | Chevrolet             |
| 22                         | Finger Lakes 355 at The Glen | Juan Pablo Montoya  | Kyle Busch                      | Marcos Ambrose      | Ford                  |
| 23                         | Pure Michigan 400            | Mark Martin         | Mark Martin                     | Greg Biffle         | Ford                  |
| 24                         | Irwin Tools Night Race       | Casey Mears         | Joey Logano                     | Denny Hamlin        | Toyota                |
| 25                         | AdvoCare 500                 | Tony Stewart        | Denny Hamlin                    | Denny Hamlin        | Toyota                |
| 26                         | Federated Auto Parts 400     | Dale Earnhardt, Jr. | Denny Hamlin                    | Clint Bowyer        | Toyota                |
| Chase for the Championship |                              |                     |                                 |                     |                       |
| 27                         | GEICO 400                    | Jimmie Johnson      | Jimmie Johnson                  | Brad Keselowski     | Dodge                 |
| 28                         | Sylvania 300                 | Jeff Gordon         | Denny Hamlin                    | Denny Hamlin        | Toyota                |

## Classifiche

### Classifica Piloti
(legenda)
Grassetto= in pole position per miglior tempo.
Corsivo= in pole position per risultati finali delle qualifiche.
* = maggior numero di giri in testa alla gara
(R) denota un rookie.
| Pos.                                                  | Pilota                | DAY    | PHO    | LSV    | BRI    | CAL    | MAR    | TEX    | KAN    | RCH    | TAL    | DAR    | CLT    | DOV    | POC    | MCH    | SON    | KEN    | DAY    | NHA    | IND    | POC    | GLN    | MCH    | BRI    | ATL    | RCH    |        | CHI    | NHA    | DOV    | TAL    | CLT    | KAN    | MAR     | TEX     | PHO     | HOM     | Punti |
| ----------------------------------------------------- | --------------------- | ------ | ------ | ------ | ------ | ------ | ------ | ------ | ------ | ------ | ------ | ------ | ------ | ------ | ------ | ------ | ------ | ------ | ------ | ------ | ------ | ------ | ------ | ------ | ------ | ------ | ------ | ------ | ------ | ------ | ------ | ------ | ------ | ------ | ------- | ------- | ------- | ------- | ----- |
| 1                                                     | Brad Keselowski       | 32     | 5      | 32     | 1*     | 18     | 9      | 36     | 11     | 9      | 1      | 15     | 5      | 12     | 18     | 13     | 12     | 1      | 8      | 5      | 9      | 4      | 2      | 2      | 30     | 3      | 7      | 1      | 6      | 1      | 7      | 11*    | 8      | 6      | 2       | 6       | 15      | 2400    |       |
| 2                                                     | Clint Bowyer          | 11     | 30     | 6      | 4      | 13     | 10     | 17     | 36     | 7      | 6      | 11     | 13     | 5      | 6      | 7      | 1*     | 16     | 29     | 3      | 15     | 8      | 4      | 7      | 7      | 27     | 1      | 10     | 4      | 9      | 23     | 1      | 6      | 5      | 6       | 28      | 2       | 2361    |       |
| 3                                                     | Jimmie Johnson        | 42     | 4      | 2      | 9      | 10     | 12     | 2*     | 3      | 6      | 35     | 1*     | 11     | 1*     | 4      | 5      | 5      | 6      | 36     | 7      | 1*     | 14*    | 3      | 27     | 2      | 34     | 13     | 2*     | 2      | 4      | 17     | 3      | 9      | 1*     | 1*      | 32      | 36      | 2360    |       |
| 4                                                     | Kasey Kahne           | 29     | 34     | 19     | 37     | 14     | 38     | 7      | 8      | 5      | 4      | 8      | 1      | 9      | 29     | 33     | 14     | 2      | 7      | 1      | 12     | 2      | 13     | 3      | 9      | 23     | 12     | 3      | 5      | 15     | 12     | 8      | 4      | 3      | 25      | 4       | 21      | 2345    |       |
| 5                                                     | Greg Biffle           | 3      | 3      | 3      | 13     | 6      | 13     | 1      | 5      | 18     | 5      | 12     | 4*     | 11     | 24     | 4      | 7      | 21     | 21     | 9      | 3      | 15     | 6      | 1      | 19     | 15     | 9      | 13     | 18     | 16     | 6      | 4      | 27     | 10     | 10      | 7       | 5       | 2332    |       |
| 6                                                     | Denny Hamlin          | 4*     | 1      | 20     | 20     | 11     | 6      | 12     | 1      | 4      | 23     | 2      | 2      | 18     | 5      | 34     | 35     | 3      | 25     | 2*     | 6      | 29     | 34     | 11     | 1      | 1*     | 18*    | 16     | 1*     | 8      | 14     | 2      | 13     | 33     | 20      | 2       | 24      | 2329    |       |
| 7                                                     | Matt Kenseth          | 1      | 13     | 22     | 2      | 16     | 4      | 5      | 4      | 11     | 3*     | 6      | 10     | 3      | 7      | 3      | 13     | 7      | 3*     | 13     | 35     | 23     | 8      | 17     | 25     | 9      | 5      | 18     | 14     | 35     | 1      | 14     | 1*     | 14     | 4       | 14      | 18      | 2324    |       |
| 8                                                     | Kevin Harvick         | 7      | 2*     | 11     | 11     | 4      | 19     | 9      | 6      | 19     | 25     | 16     | 8      | 2      | 14     | 10     | 16     | 11     | 23     | 8      | 13     | 17     | 15     | 16     | 15     | 5      | 10     | 12     | 11     | 13     | 11     | 16     | 11     | 32     | 9       | 1       | 8       | 2321    |       |
| 9                                                     | Tony Stewart          | 16     | 22     | 1*     | 14     | 1      | 7      | 24     | 13     | 3      | 24     | 3      | 25     | 25     | 3      | 2      | 2      | 32     | 1      | 12     | 10     | 5      | 19     | 32     | 27     | 22     | 4      | 6      | 7      | 20     | 22     | 13     | 5      | 27     | 5       | 19      | 17      | 2311    |       |
| 10                                                    | Jeff Gordon           | 40     | 8      | 12     | 35     | 26     | 14*    | 4      | 21     | 23     | 33     | 35     | 7      | 13     | 19     | 6      | 6      | 5      | 12     | 6      | 5      | 1      | 21     | 28     | 3      | 2      | 2      | 35     | 3      | 2      | 2      | 18     | 10     | 7      | 14      | 30      | 1       | 2303    |       |
| 11                                                    | Martin Truex Jr.      | 12     | 7      | 17     | 3      | 8      | 5      | 6      | 2*     | 25     | 28     | 5      | 12     | 7      | 20     | 12     | 22     | 8      | 17     | 11     | 8      | 3      | 10     | 10     | 11     | 4      | 21     | 9      | 17     | 6      | 13     | 10     | 2      | 23     | 13      | 43      | 6       | 2299    |       |
| 12                                                    | Dale Earnhardt, Jr.   | 2      | 14     | 10     | 15     | 3      | 3      | 10     | 7      | 2      | 9      | 17     | 6      | 4      | 8      | 1*     | 23     | 4      | 15     | 4      | 4      | 32     | 28     | 4      | 12     | 7      | 14     | 8      | 13     | 11     | 20     |        |        | 21     | 7       | 21      | 10      | 2245    |       |
| Fuori dalla Chase for the Championship                |                       |        |        |        |        |        |        |        |        |        |        |        |        |        |        |        |        |        |        |        |        |        |        |        |        |        |        |        |        |        |        |        |        |        |         |         |         |         |       |
| Pos.                                                  | Pilota                | DAY    | PHO    | LSV    | BRI    | CAL    | MAR    | TEX    | KAN    | RCH    | TAL    | DAR    | CLT    | DOV    | POC    | MCH    | SON    | KEN    | DAY    | NHA    | IND    | POC    | GLN    | MCH    | BRI    | ATL    | RCH    |        | CHI    | NHA    | DOV    | TAL    | CLT    | KAN    | MAR     | TEX     | PHO     | HOM     | Punti |
| 13                                                    | Kyle Busch            | 17     | 6      | 23     | 32     | 2*     | 36     | 11     | 10     | 1      | 2      | 4      | 3      | 29     | 30     | 32     | 17     | 10*    | 24     | 16     | 2      | 33     | 7*     | 13     | 6      | 6      | 16     | 4      | 28     | 7*     | 3      | 5      | 31     | 2      | 3       | 3*      | 4*      | 1133    |       |
| 14                                                    | Ryan Newman           | 21     | 21     | 4      | 12     | 7      | 1      | 21     | 20     | 15     | 36     | 23     | 14     | 15     | 12     | 15     | 18     | 34     | 5      | 10     | 7      | 6      | 11     | 8      | 36     | 35     | 8      | 5      | 10     | 21     | 9      | 20     | 30     | 11     | 12      | 5       | 3       | 1051    |       |
| 15                                                    | Carl Edwards          | 8      | 17     | 5      | 39     | 5      | 11     | 8      | 9      | 10*    | 31     | 7      | 9      | 26     | 11     | 11     | 21     | 20     | 6      | 18     | 29     | 7      | 14     | 6      | 22     | 36     | 17     | 19     | 19     | 5      | 36     | 7      | 14     | 18     | 16      | 11      | 12      | 1030    |       |
| 16                                                    | Paul Menard           | 6      | 31     | 7      | 10     | 19     | 26     | 18     | 18     | 13     | 17     | 13     | 15     | 17     | 9      | 22     | 20     | 12     | 14     | 17     | 14     | 11     | 12     | 9      | 10     | 8      | 23     | 15     | 12     | 22     | 28     | 27     | 3      | 12     | 27      | 9       | 11      | 1006    |       |
| 17                                                    | Joey Logano           | 9      | 10     | 16     | 16     | 24     | 23     | 19     | 15     | 24     | 26     | 10     | 23     | 8      | 1*     | 35     | 10     | 22     | 4      | 14     | 33     | 13     | 32     | 31     | 8*     | 18     | 30     | 7      | 8      | 10     | 32     | 9      | 19     | 16     | 11      | 27      | 14      | 965     |       |
| 18                                                    | Marcos Ambrose        | 13     | 32     | 13     | 36     | 21     | 15     | 20     | 16     | 22     | 14     | 9      | 32     | 10     | 13     | 9      | 8      | 13     | 30     | 19     | 20     | 10     | 1      | 5      | 5      | 17     | 15     | 27     | 24     | 18     | 27     | 33     | 12     | 24     | 32      | 18      | 13      | 950     |       |
| 19                                                    | Jeff Burton           | 5      | 33     | 14     | 6      | 22     | 22     | 29     | 22     | 31     | 10     | 18     | 19     | 22     | 15     | 21     | 11     | 24     | 2      | 21     | 32     | 22     | 30     | 19     | 33     | 12     | 6      | 24     | 15     | 27     | 10     | 28     | 28     | 22     | 19      | 13      | 19      | 883     |       |
| 20                                                    | Aric Almirola         | 33     | 12     | 24     | 19     | 25     | 8      | 22     | 23     | 26     | 12     | 19     | 16     | 6      | 28     | 17     | 28     | 26     | 19     | 28     | 19     | 19     | 18     | 20     | 35     | 32     | 26     | 17     | 23     | 19     | 19     | 12     | 29     | 4      | 15      | 16      | 7       | 868     |       |
| 21                                                    | Jamie McMurray        | 31     | 37     | 8      | 7      | 32     | 20     | 14     | 14     | 14     | 11     | 34     | 21     | 19     | 10     | 14     | 19     | 15     | 13     | 20     | 22     | 18     | 39     | 14     | 17     | 24     | 22     | 21     | 26     | 24     | 34*    | 17     | 15     | 17     | 18      | 23      | 20      | 868     |       |
| 22                                                    | Juan Pablo Montoya    | 36     | 11     | 25     | 8      | 17     | 21     | 16     | 12     | 12     | 32     | 24     | 20     | 28     | 17     | 8      | 34     | 14     | 28     | 25     | 21     | 20     | 33     | 26     | 13     | 21     | 20     | 23     | 22     | 26     | 38     | 19     | 16     | 20     | 34      | 12      | 28      | 810     |       |
| 23                                                    | Bobby Labonte         | 14     | 16     | 26     | 28     | 28     | 17     | 27     | 35     | 17     | 21     | 29     | 28     | 20     | 22     | 16     | 24     | 27     | 10     | 23     | 26     | 27     | 27     | 22     | 14     | 19     | 25     | 26     | 20     | 14     | 18     | 32     | 33     | 9      | 33      | 15      | 25      | 772     |       |
| 24                                                    | Regan Smith           | 24     | 20     | 15     | 24     | 20     | 16     | 23     | 24     | 27     | 40     | 14     | 17     | 27     | 16     | 28     | 32     | 33     | 34     | 26     | 18     | 9      | 9      | 29     | 16     | 14     | 24     | 34     | 16     | 17     | 5      | 38     | 7      |        |         | 24      | 30      | 747     |       |
| 25                                                    | Kurt Busch            | 39     | 15     | 35     | 18     | 9      | 33     | 13     | 17     | 28     | 20     | 21     | 27     | 24     | EX     | 30     | 3      | 19     | 35     | 24     | 36     | 30     | 31     | 30     | 28     | 13     | 28     | 32     | 25     | 23     | 39     | 21     | 25     | 15     | 8       | 8       | 9       | 735     |       |
| 26                                                    | Mark Martin           | 10     | 9      | 18     |        | 12     |        | 3      | 33     | 8      |        | 20     | 34     | 14     | 2      | 29     |        |        |        |        | 11     | 12     |        | 35*    |        | 10     | 3      | 14     |        | 3      |        | 6      | 24     |        | 29      | 10      | 16      | 701     |       |
| 27                                                    | Travis Kvapil         |        | 19     | 39     | 27     | 29     | 27     | 38     | 25     | 30     | 16     | 321    | 29     | 23     | 26     | 26     | 36     | 17     | 16     | 30     | 37     | 25     | 24     | 15     | 18     | 26     | 27     | 31     | 31     | 29     | 8      | 25     | 17     | 31     | 23      | 20      | 26      | 638     |       |
| 28                                                    | David Ragan           | 43     | 25     | 21     | 23     | 31     | 24     | 35     | 30     | 32     | 7      | 28     | 35     | 21     | 27     | 23     | 27     | 29     | 26     | 34     | 28     | 28     | 22     | 23     | 32     | 28     | 32     | 22     | 29     | 30     | 4      | 34     | 20     | 26     | 28      | 33      | 31      | 622     |       |
| 29                                                    | Casey Mears           | 25     | 39     | 27     | 25     | 23     | 25     | 25     | 26     | 21     | 18     | 22     | 22     | 41     | 35     | 20     | 15     | 18     | 18     | 36     | 34     | 35     | 16     | 37     | 21     | 33     | 29     | 36     | 36     | 31     | 26     | 29     | 37     | 25     | 21      | 22      | 29      | 612     |       |
| 30                                                    | David Gilliland       | 23     | 28     | 33     | 26     | 30     | 28     | 31     | 27     | 36     | 13     | 25     | 26     | 40     | 23     | 27     | 26     | 28     | 31     | 27     | 27     | 21     | 20     | 18     | 20     | 31     | 31     | 28     | 32     | 32     | 15     | 23     | 23     | 30     | 35      | 36      | 33      | 605     |       |
| 31                                                    | Landon Cassill        | 22     | 35     | 36     | 29     | 36     | 29     | 30     | 34     | 20     | 34     | 26     | 18     | 38     | 43     | 18     | 31     | 25     | 32     | 29     | 25     | 26     | 23     | 25     | 24     | 20     | 19     | 29     | 27     | 36     | 30     | 26     | 18     | 19     | 26      | 25      | 27      | 598     |       |
| 32                                                    | A. J. Allmendinger    | 34     | 18     | 37     | 17     | 15     | 2      | 15     | 32     | 16     | 15     | 33     | 33     | 16     | 31     | 19     | 9      | 9      |        |        |        |        |        |        |        |        |        |        |        |        |        | 24     | 35     | 28     | 36      |         |         | 453     |       |
| 33                                                    | Dave Blaney           | 15     | 23     | 29     | 34     | 33     | 34     | 37     | 37     | 29     | 30     | 27     | 40     | 32     | 25     | 25     | 37     | 35     | 22     | 39     | 23     |        | 36     | 38     | 26     | 25     | 33     | 33     |        | 41     | 29     | 43     | 39     | 35     | 39      | 26      | 32      | 417     |       |
| 34                                                    | David Reutimann       | 26     | 36     | 31     | 21     | 27     | 35     | 26     | 29     | 33     | 22     | 36     | DNQ    | 31     | 21     |        |        | 23     | 11     | 33     |        | 24     |        | 21     |        |        | 34     |        | 30     |        | 37     | 30     |        | 36     |         | 40      | 34      | 373     |       |
| 35                                                    | Brian Vickers         |        |        |        | 5      |        | 18     |        |        |        |        |        |        |        |        |        | 4      |        |        | 15     |        |        | 43     |        | 4      |        |        |        | 9      |        |        |        |        | 8      |         |         |         | 250     |       |
| 36                                                    | David Stremme         | 37     | 29     | 28     | 38     | 39     | 30     | DNQ    | 38     | 37     | 39     | 39     | 38     | 33     | DNQ    | DNQ    |        | 36     | 39     | 35     | 24     | 34     |        | 34     | 37     | 39     | 37     | 39     | 35     | DNQ    | 33     | 37     | DNQ    | 40     | DNQ     | 34      | 38      | 236     |       |
| 37                                                    | Michael McDowell      | 30     | 43     | 38     | 31     | 38     | 40     | 41     | 40     | 39     | 43     | DNQ    | 36     | 42     | 34     | 38     |        | 38     | 43     | 40     | DNQ    |        | 37     |        | 23     | DNQ    | 41     | 43     | 37     | 38     | 31     | 31     | 43     | 39     | 38      | 38      | 41      | 187     |       |
| 38                                                    | J. J. Yeley           | DNQ    | 26     | 43     | 30     | 35     | 37     | 33     | 31     | DNQ    | DNQ    | 37     | DNQ    | 34     | 36     | 37     | 33     | DNQ    | 40     | 43     | 39     | 40     | 40     | DNQ    | DNQ    | 41     | DNQ    | DNQ    | 41     | 34     |        | 42     | 42     | DNQ    | 42      | DNQ     | 35      | 166     |       |
| 39                                                    | Josh Wise (R)         |        | 38     | 40     | 43     | 37     | 41     | 39     | 39     | 38     | 42     | 43     | 43     | DNQ    | 42     | 42     | 30     | 37     | 38     | 37     | 40     | 37     | 38     | 40     | 38     | DNQ    | 42     | 38     | DNQ    | 37     | 43     | DNQ    | DNQ    | 38     | 37      | 37      | 40      | 147     |       |
| 40                                                    | Ken Schrader          |        |        | 30     | 33     | 32     | 32     |        |        |        |        |        |        |        |        | 31     |        | 31     |        | 31     | 30     |        |        |        | 42     |        | 35     |        |        |        |        |        |        | 29     | 31      |         | 37      | 146     |       |
| 41                                                    | Stephen Leicht (R)    |        |        |        |        |        |        |        |        | 35     |        | DNQ    | 39     | 35     | 33     |        | 41     | 41     | 42     | 32     | 31     | DNQ    | 26     | DNQ    | 40     | DNQ    | 36     |        | 34     |        |        |        |        | 34     | DNQ     | 35      | DNQ     | 126     |       |
| 42                                                    | Scott Speed           |        |        |        |        |        | DNQ    | 43     |        | 43     |        | 42     | 37     | 43     |        |        | 25     | 39     |        |        | 38     |        | 17     |        | DNQ    | 37     |        | 41     | 38     | 40     |        | 40     | 34     | 37     | 30      |         |         | 124     |       |
| 43                                                    | Michael Waltrip       | DNQ    |        |        |        |        |        |        |        |        | 19     |        |        |        |        |        |        | 30     | 9      |        |        |        |        |        |        |        |        |        |        |        | 25     |        |        |        |         |         |         | 94      |       |
| 44                                                    | Terry Labonte         | 18     |        |        |        |        |        |        |        |        | 29     |        |        |        |        |        |        |        | 20     |        |        |        |        |        |        |        |        |        |        |        | 16     |        |        |        |         |         |         | 94      |       |
| 45                                                    | Tony Raines           | 19     |        |        | Wth    |        | DNQ    | 34     | DNQ    |        | 38     |        |        |        | 32     | 36     |        |        |        |        |        | 38     |        |        |        |        |        |        | 40     |        |        |        |        |        |         |         |         | 71      |       |
| 46                                                    | Scott Riggs           |        | 42     | DNQ    | 41     | 41     | 42     | 42     | 43     | DNQ    |        | DNQ    | DNQ    | 37     | 40     | 41     |        | 43     |        | 41     | 41     | 43     |        | 41     | 41     | 40     | 39     | DNQ    | DNQ    | 42     |        | DNQ    | Wth    | 42     |         |         | 42      | 56      |       |
| 47                                                    | Brendan Gaughan       |        | 27     | 34     | 22     | 43     |        |        |        |        |        |        |        |        |        |        |        |        |        |        |        |        |        |        |        |        |        |        |        |        |        |        |        |        |         |         |         | 50      |       |
| 48                                                    | Boris Said            |        |        |        |        |        |        |        |        |        |        |        |        |        |        |        | 29     |        |        |        |        |        | 25     |        |        |        |        |        |        |        |        |        |        |        |         |         |         | 34      |       |
| 49                                                    | Bill Elliott          | DNQ    |        |        |        |        |        |        |        |        | 37     |        |        |        |        |        |        |        | 37     |        |        |        |        |        |        |        |        |        |        |        |        |        |        |        |         |         |         | 14      |       |
| 50                                                    | Hermie Sadler         |        |        |        |        |        | 31     |        |        |        |        |        |        |        |        |        |        |        |        |        |        |        |        |        |        |        |        |        |        |        |        |        |        |        |         |         |         | 13      |       |
| 51                                                    | Mike Olsen            |        |        |        |        |        |        |        |        |        |        |        |        |        |        |        |        |        |        |        |        |        |        |        |        |        |        |        | 33     |        |        |        |        |        |         |         |         | 11      |       |
| 52                                                    | Robby Gordon          | 41     | 41     | DNQ    | Wth    | DNQ    |        |        |        |        |        |        |        |        |        |        | 39     |        |        |        |        |        |        |        |        |        |        |        |        |        |        |        |        |        |         |         |         | 11      |       |
| 53                                                    | Mike Skinner          |        |        |        |        |        |        |        |        |        |        | 411    |        | Wth    |        |        |        | DNQ    |        |        | 42     | 41     |        | 39     |        |        |        |        |        |        |        |        |        |        |         |         |         | 10      |       |
| 54                                                    | Kelly Bires           |        |        |        |        |        |        |        |        |        |        |        |        |        |        |        |        |        |        | 42     |        |        |        |        | DNQ    |        |        |        | 43     | DNQ    |        |        | 38     |        | DNQ     |         |         | 9       |       |
| 55                                                    | Tomy Drissi           |        |        |        |        |        |        |        |        |        |        |        |        |        |        |        | 38     |        |        |        |        |        |        |        |        |        |        |        |        |        |        |        |        |        |         |         |         | 6       |       |
| 56                                                    | Stacy Compton         |        |        |        |        |        |        | DNQ    |        |        |        |        |        |        | 39     | DNQ    |        |        |        |        |        |        |        |        |        |        |        |        |        |        |        |        |        |        |         |         |         | 5       |       |
| 57                                                    | David Mayhew          |        |        |        |        |        |        |        |        |        |        |        |        |        |        |        | 40     |        |        |        |        |        |        |        |        |        |        |        |        |        |        |        |        |        |         |         |         | 4       |       |
| 58                                                    | Patrick Long          |        |        |        |        |        |        |        |        |        |        |        |        |        |        |        |        |        |        |        |        |        | 42     |        |        |        |        |        |        |        |        |        |        |        |         |         |         | 2       |       |
|                                                       | Brian Simo            |        |        |        |        |        |        |        |        |        |        |        |        |        |        |        | DNQ    |        |        |        |        |        |        |        |        |        |        |        |        |        |        |        |        |        |         |         |         | –       |       |
|                                                       | Mark Green            |        |        |        |        |        |        |        |        |        |        |        |        |        |        |        |        |        |        |        |        |        |        |        |        |        | DNQ    |        |        |        |        |        |        |        |         |         |         | –       |       |
| Non idonei per il campionato a punti nella Sprint Cup |                       |        |        |        |        |        |        |        |        |        |        |        |        |        |        |        |        |        |        |        |        |        |        |        |        |        |        |        |        |        |        |        |        |        |         |         |         |         |       |
| Pos.                                                  | Pilota                | DAY    | PHO    | LSV    | BRI    | CAL    | MAR    | TEX    | KAN    | RCH    | TAL    | DAR    | CLT    | DOV    | POC    | MCH    | SON    | KEN    | DAY    | NHA    | IND    | POC    | GLN    | MCH    | BRI    | ATL    | RCH    |        | CHI    | NHA    | DOV    | TAL    | CLT    | KAN    | MAR     | TEX     | PHO     | HOM     | Punti |
|                                                       | Sam Hornish, Jr.      |        |        |        |        |        |        |        | 19     |        |        |        |        |        |        |        |        |        | 33     | 22     | 16     | 16     | 5      | 12     | 34     | 11     | 11     | 11     | 21     | 25     | 24     | 15     | 26     | 13     | 17      | 31      | 22      | –       |       |
|                                                       | Trevor Bayne          | 35     |        | 9      |        |        |        | 28     |        |        | 8      |        | 24     |        |        | 43     |        |        | 27     |        | 17     |        |        | 24     |        | 16     |        | 20     |        |        | 21     | 22     | 21     |        | 22      |         | 23      | –       |       |
|                                                       | Ricky Stenhouse Jr.   | 20     |        |        |        |        |        |        |        |        |        |        |        |        |        |        |        |        |        |        |        |        |        |        |        |        |        |        |        | 12     |        | 35     |        |        |         |         | 39      | –       |       |
|                                                       | Danica Patrick        | 38     |        |        |        |        |        |        |        |        |        | 31     | 30     |        |        |        |        |        |        |        |        |        |        |        | 29     | 29     |        | 25     |        | 28     |        |        | 32     |        | 24      | 17      |         | –       |       |
|                                                       | Timmy Hill (R)        |        | DNQ    | 42     | DNQ    | DNQ    |        |        |        |        |        |        |        |        |        |        |        |        |        |        |        |        |        |        |        |        |        |        |        |        | 42     | 36     | 22     |        |         | 29      |         | –2      |       |
|                                                       | Mike Bliss            |        | 24     |        |        | 40     | DNQ    | 40     | 42     | 42     |        | DNQ    | DNQ    | 36     | 38     | 39     |        | 42     |        | DNQ    | 43     | 39     |        |        | 43     | DNQ    | 40     | 42     |        | DNQ    |        | 39     | 36     | DNQ    | 41      | 41      | 43      | –       |       |
|                                                       | Austin Dillon         |        |        |        |        |        |        |        |        |        |        |        |        |        |        | 24     |        |        |        |        |        |        |        |        |        |        |        |        |        |        |        |        |        |        |         |         |         | –       |       |
|                                                       | Robert Richardson Jr. | DNQ    |        |        |        |        |        |        |        |        | 27     |        |        |        |        |        |        |        | DNQ    |        |        |        |        |        |        |        |        |        |        |        | 35     |        |        |        |         |         |         | –       |       |
|                                                       | Elliott Sadler        | 27     |        |        |        |        |        |        |        |        |        |        |        |        |        |        |        |        |        |        |        |        |        |        |        |        |        |        |        |        |        |        |        |        |         |         |         | –       |       |
|                                                       | Joe Nemechek          | 28     | 40     | 41     | 40     | DNQ    | 39     | DNQ    | 41     | 41     | 41     | 40     | 41     | 39     | 37     | 40     | 43     | 40     | 41     | 38     | DNQ    | 36     | 29     | 36     | 39     | 43     | 38     | 40     | 39     | 39     | 41     | DNQ    | 40     | 41     | 40      | 39      | DNQ     | –       |       |
|                                                       | Reed Sorenson         |        |        |        | 42     | 42     | 43     | 32     | 28     | 34     |        | 30     |        | 30     | 41     |        |        |        |        |        | DNQ    | 42     |        | 42     | DNQ    | 42     | 43     | DNQ    | 42     | 43     |        | 41     | 41     | 43     | 43      |         | DNQ     | –       |       |
|                                                       | T. J. Bell            |        |        |        |        |        |        |        |        |        |        |        | 31     |        |        |        |        |        |        |        |        |        |        | 33     |        | 30     |        | 30     |        | 33     |        |        |        |        |         |         |         | –       |       |
|                                                       | Jason Leffler         |        |        |        |        |        |        |        |        |        |        |        |        |        |        |        |        |        |        |        |        |        | 35     | 43     | 31     | 38     |        | DNQ    | DNQ    | DNQ    |        |        |        |        |         |         |         | –       |       |
|                                                       | Jason White           |        |        |        |        |        |        |        |        |        |        |        |        |        |        |        |        |        |        |        |        | 31     |        |        |        |        |        |        |        |        |        |        |        |        |         |         |         | –       |       |
|                                                       | Cole Whitt            |        |        |        |        |        |        |        |        | 40     |        | 38     | 42     | DNQ    |        |        |        |        |        |        |        |        |        |        |        |        |        | 37     |        | DNQ    | 40     | DNQ    | DNQ    |        |         |         |         | –       |       |
|                                                       | Chris Cook            |        |        |        |        |        |        |        |        |        |        |        |        |        |        |        | 42     |        |        |        |        |        | 41     |        |        |        |        |        |        |        |        |        |        |        |         |         |         | –2      |       |
|                                                       | Kenny Wallace         | DNQ    |        |        |        |        |        |        |        |        |        |        |        |        |        |        |        |        |        |        |        |        |        |        |        |        |        |        |        |        |        |        |        |        |         |         |         | –       |       |
|                                                       | Mike Wallace          | DNQ    |        |        |        |        |        |        |        |        |        |        |        |        |        |        |        |        |        |        |        |        |        |        |        |        |        |        |        |        |        |        |        |        |         |         |         | –       |       |
|                                                       | Tim Andrews           |        |        |        |        |        |        |        | DNQ    |        |        |        |        |        |        |        |        |        |        |        |        |        |        |        |        |        |        |        |        |        |        |        |        |        |         |         |         | –       |       |
|                                                       | Jeff Green            |        |        |        |        |        |        |        | DNQ    |        |        |        |        |        |        |        |        |        |        |        |        |        |        |        |        |        |        |        | DNQ    |        |        |        |        |        |         |         |         | –       |       |
|                                                       |                       |        |        |        |        |        |        |        |        |        |        |        |        |        |        |        |        |        |        |        |        |        |        |        |        |        |        |        |        |        |        |        |        |        |         |         |         |         |       |
|                                                       | Fonti                 | [ 67 ] | [ 68 ] | [ 69 ] | [ 70 ] | [ 71 ] | [ 72 ] | [ 73 ] | [ 74 ] | [ 75 ] | [ 76 ] | [ 77 ] | [ 78 ] | [ 79 ] | [ 80 ] | [ 81 ] | [ 82 ] | [ 83 ] | [ 84 ] | [ 85 ] | [ 86 ] | [ 87 ] | [ 88 ] | [ 89 ] | [ 90 ] | [ 91 ] | [ 92 ] | [ 93 ] | [ 94 ] | [ 95 ] | [ 96 ] | [ 97 ] | [ 98 ] | [ 99 ] | [ 100 ] | [ 101 ] | [ 102 ] | [ 103 ] |       |

Nota: Quest'elenco non include le gare di spettacolo.

#### Legenda
| Colore  | Risultati                      |
| ------- | ------------------------------ |
| Oro     | Vincitore                      |
| Argento | Finito 2°-5°                   |
| Bronzo  | Finito 6°-10°                  |
| Verde   | Finito 11°-20°                 |
| Blu     | Finito 21-43°                  |
| Viola   | Non finita (Rit)               |
| Nero    | Squalificato (SQ)              |
| Rosa    | Non qualificato (NQ)           |
| Marrone | Ritirato prima della gara (WT) |
| Vuoto   | Non partito (NP)               |
| Vuoto   | Infortunato o malato (INF)     |
| Vuoto   | Escluso (ES)                   |
| Vuoto   | Non presente Non arrivato (NA) |

### Classifica costruttori
| Pos.              | Costruttore | Vittorie | Punti |
| ----------------- | ----------- | -------- | ----- |
| 1                 | Chevrolet   | 15       | 249   |
| 2                 | Toyota      | 10       | 213   |
| 3                 | Ford        | 6        | 174   |
| 4                 | Dodge       | 5        | 156   |
| Fonte: NASCAR.com |             |          |       |